# Дивак, Виктор Леонидович
Ви́ктор Леони́дович Дива́к (род. 10 апреля 1955) — советский футболист, полузащитник.

## Карьера
Воспитанник ДЮСШ г. Волжский. Выступал за «Торпедо» (Волжский), «Ротор», «Спартак» (Владикавказ), «Звезда» (Городище), а также за финские клубы «КПТ-85» и «КаИК». Играл за сборную РСФСР.

## Достижения
- Чемпион второй лиги СССР: 1981 (3 зона)

## Семья
Три дочери — Яна, Ольга и Виктория. Виктория Дивак (1993—2023) — гандболистка, выступала за волгоградское «Динамо», «Кубань», «Гомель» (Беларусь), «Астраханочку» (Астрахань).